# Distretto di Tarutyne
Il distretto di Tarutyne (in ucraino Тарутинський район?, Tarutyns'kyj rajon) è stato un distretto dell'Ucraina situato nell'oblast' di Odessa avente per capoluogo Tarutyne. Istituito nel 1957, è stato soppresso il 18 luglio 2020 a seguito della riforma amministrativa in Ucraina, la quale ha stabilito che l'ente confluisse nel distretto di Bolhrad.
La popolazione era di 41.670 persone (stima del 2015).